# 俾斯麥號戰艦
俾斯麦号（德語：Bismarck）是纳粹德国战争海军建造的两艘俾斯麦级战列舰的首舰，得名于1871年德意志统一时的首任宰相奥托·冯·俾斯麦。该舰于1936年7月在汉堡的布洛姆－福斯船厂铺设龙骨，1939年2月下水。全部工程于1940年8月完成，它随即入列德国舰队服役。俾斯麦号及其姊妹舰提尔皮茨号是德国有史以来建造的最大型战列舰，也是欧洲列强曾建造的两款最大型战列舰之一。
俾斯麦号在为期八个月的服役生涯中，只在1941年5月参加过一次持续8天的进攻行动，代号为“莱茵演习”。该舰连同重巡洋舰欧根亲王号试图强行闯入大西洋，袭击从北美至英国的同盟国航运。两艘舰的行踪在斯堪的纳维亚被多次发现，英国海军部队遂对其航路展开封堵。在丹麦海峡海战期间，英军战列巡洋舰胡德号最初可能是错误地与欧根亲王号交火，反倒是威尔士亲王号战列舰与俾斯麦号对阵。在随后的战斗中，胡德号被俾斯麦号和欧根亲王号的联合火力击沉，威尔士亲王号也遭击伤并被迫撤退。俾斯麦号则被威尔士亲王号命中三次，造成了一定程度的损害，导致袭击任务终止。
胡德号的覆灭促使英国皇家海军出动了数十艘军舰进行不懈的追击。两天后，俾斯麦号在前往德占法国进行维修的途中，遭到了从皇家方舟号航空母舰起飞的十五架剑鱼式双翼鱼雷轰炸机袭击；其中一次命中使得战列舰的操舵装置失效。至翌日的最后一战中，已经瘫痪的俾斯麦号与英国两艘战列舰和两艘重巡洋舰交战，受到了严重破坏和大量人员伤亡。该舰副長为了防止英軍登舰，下令船员开启通海阀自沉，使船员能够弃舰逃生以減少伤亡。大多数专家都认为即便不这样做，战斗损伤最终也会导致该舰沉没。该舰残骸由羅伯·巴拉德于1986年探明方位，此后又有几支探险队对其展开了进一步的考察。

## 特点
纳粹德国战争海军于1930年代中期制定了两艘俾斯麦级战列舰的设计方案，旨在对抗法国海军的扩张，尤其是法国于1935年开始建造的两艘黎塞留级战列舰。俾斯麦号及其姊妹舰提尔皮茨号是在1935年《英德海军协定》签署后动工的，名义上仍处于规范了战间期战列舰建造的《华盛顿海军条约》所限制的35,000長噸（36,000公噸）排水量之内。实际上这两艘舰秘密地远超了这一数字，尽管在它们完工之前，国际条约体系便在日本于1937年退出后已经分崩离析，允许签署国援引排水量高达45,000長噸（46,000公噸）的“升降梯条款”。

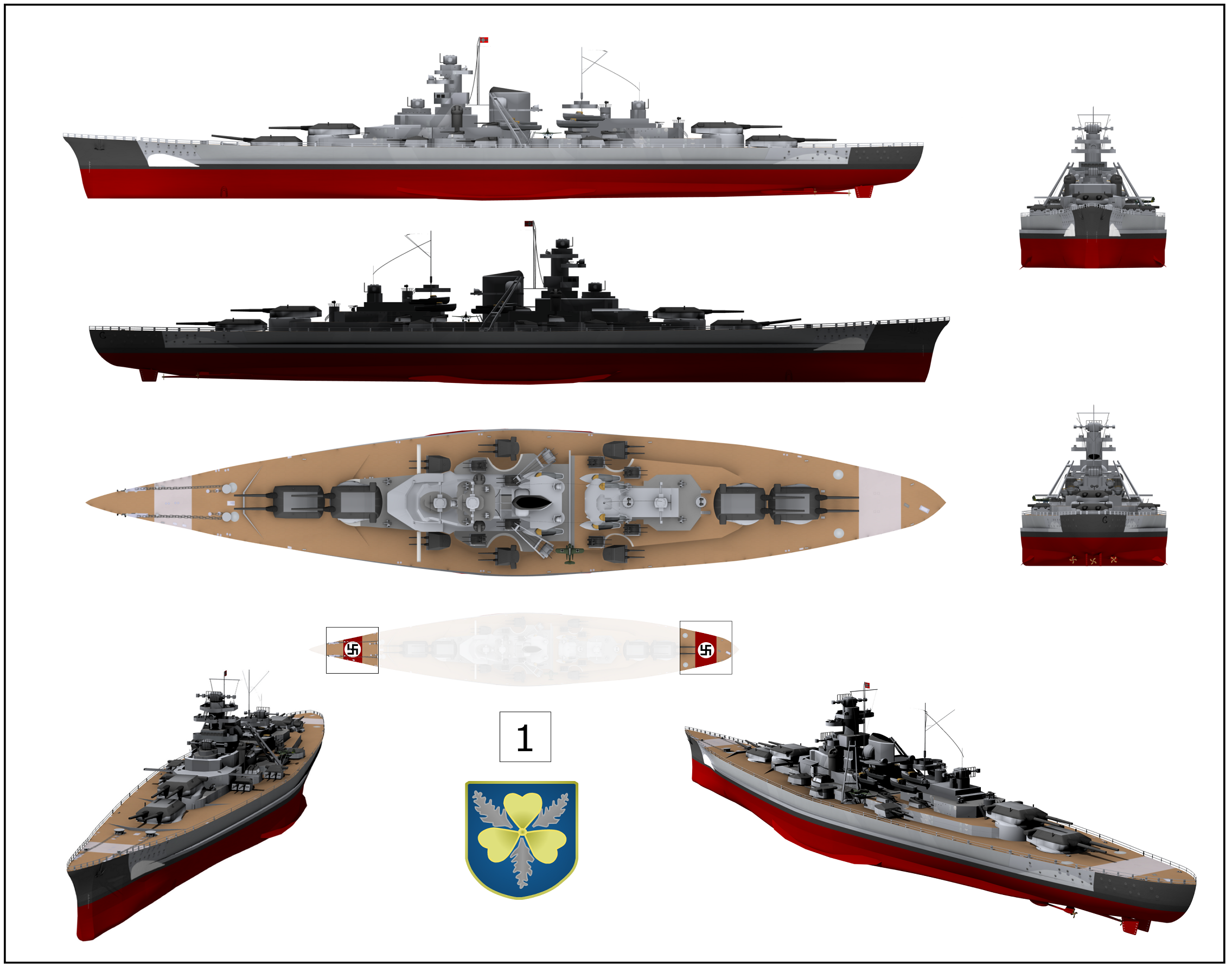
俾斯麦号在莱茵演习行动中的3D透视图

俾斯麦号在竣工时的标准排水量为41,700公噸（41,000長噸），满载排水量则达50,300公噸（49,500長噸），全长251米，舷宽36米，最大吃水深度9.9米。这艘战列舰是当时德国最大的军舰，排水量亦超过了其它任何欧洲战列舰——除了在战后才入役的前卫号。俾斯麦号由三台布洛姆－福斯齿轮传动蒸汽轮机和十二台燃油过热水管锅炉提供动力，总输出功率可达148,116匹軸馬力（110,450千瓦特），并在速度试验中达到30.01節（55.58每小時）的最高航速，且能够以19節（35每小時）的速度连续航行8,870海里（16,430）。此外，该舰还配备有三组FuMo 23型搜索雷达，分别安装在艏、艉两端的测距机和前桅平台上。
俾斯麦号的标准船员编制为103名军官和1,962名水兵。这些船员被分成十二个连队，每队180到220人。前六队为枪炮部门，其中第一至第四队负责主炮和副炮系统，第五和第六队负责高射炮。第七队由厨师和木匠等专业人士组成，第八队为弹药操作员。电报员、信号员和军需员被编入第九队，最后三队则为为轮机舱人员。当俾斯麦号离开港口时，舰队随员、押解船员以及战地记者的登舰将船员人数增加到逾2,200人。大约有200名轮机舱人员来自原卡尔斯鲁厄号轻巡洋舰，后者是在德国入侵挪威的“威悉演习行动”中沉没。俾斯麦号的船员曾刊发有名为《艦鐘》（Die Schiffsglocke）的舰报；这份报纸仅由工程部主管格哈德·尤纳克于1941年4月23日发表过一期。
俾斯麦号在四座双联装炮塔中装备有八门380毫米34式速射炮：其中两座是以背负式布局居前——即“安东”及“布鲁诺”，以及两座在后——“采撒”及“朵拉”。副炮包括十二门150毫米55倍径速射炮、十六门105毫米38式高射炮、十六门37毫米30式速射炮和十二门20毫米30式高射炮。俾斯麦号还在舰舯部设有一座双机库、在烟囱旁设有两座单机库，并配备双头横向弹射器，可搭载四架Ar 196水上侦察浮筒机。舰只的水线装甲带有320毫米厚，由一对分别为50毫米和100至120毫米厚的上层和主装甲甲板所覆盖。380毫米炮塔在正面和侧面的装甲厚度则分别有360毫米和220毫米。

## 服役历史

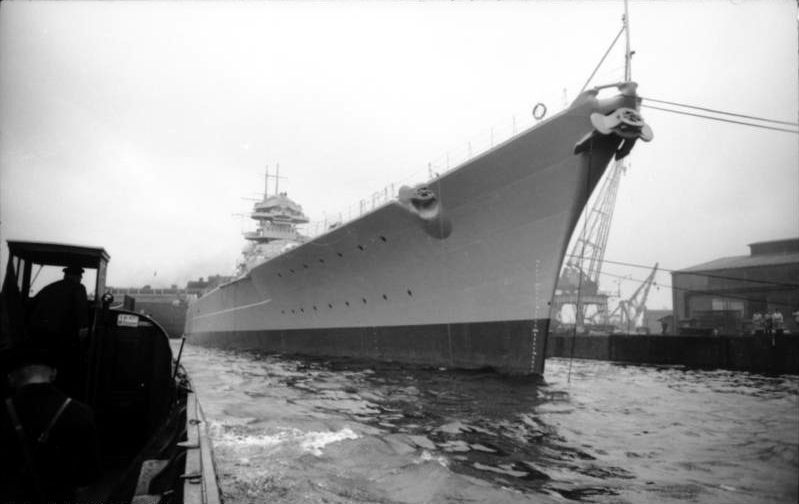
俾斯麦号于汉堡港口

俾斯麦号是为替代老旧的前无畏舰汉诺威号而以“汉诺威代舰”的名义订购，合同编号为“F”。位于汉堡的布洛姆－福斯船厂获得了建造合同，于1936年7月1日开始在九号船台铺设龙骨。舰只于1939年2月14日下水，在精心准备的仪式上，由多萝特·冯·勒文费尔德（Dorothee von Löwenfeld）作为舰名出处、宰相奥托·冯·俾斯麦的孙女主持为舰只命名，阿道夫·希特勒则发表了下水演说。舾装工作随后展开，在此期间，该舰原本的直式舰艏被替换为与沙恩霍斯特级战列舰类似的“大西洋式舰艏”（Atlantikbug）。俾斯麦号于1940年8月24日入列舰队，以准备即将在波罗的海进行的海试。其首任暨唯一一任舰长为海军上校恩斯特·林德曼。
1940年9月15日，即入役三周后，俾斯麦号离开汉堡，开始在基尔湾进行海试。13号突破船于9月28日将该舰护送至阿科纳角，然后在但泽湾的戈滕哈芬。通过测速标间距运行和高速运行，俾斯麦号的动力装置得到了全面的验证。而在测试该舰的稳定性和机动性时，则暴露出了设计上的一项缺陷：当船员们试图仅仅通过改变螺旋桨转数来操纵舰只时，他们发现要保持航向十分困难。即便有舷外螺旋桨朝反方向以全功率运行，也只能产生轻微的转向能力。俾斯麦号的主炮于11月下旬进行首次试射，实验证明这是一个非常稳定的火炮平台。海试一直持续到12月；俾斯麦号于12月9日返回汉堡，进行了一些小改动并完成舾装工序。
该舰原定于1941年1月24日前往基尔，但一艘商船在威廉皇帝运河沉没，导致该水道禁行。移除残骸工作还因恶劣天气而受阻，俾斯麦号直到3月才能抵达基尔。这一耽搁使林德曼大为沮丧，他表示“（俾斯麦号）在汉堡被困了五个星期……因此失去的宝贵海上时间无法弥补，因此在最后的战争部署中出现重大延误将不可避免”。在等待前往基尔期间，俾斯麦号接待了瑞典驻德海军武官、海军上校安德斯·福塞尔（Anders Forshell）。他带着对该舰的详细说明回到瑞典，后来被瑞典海军内部的亲英分子泄露给英国。这些信息为英国皇家海军提供了俾斯麦号的第一份完整描述，尽管它缺乏重要的参数，包括最大速度、行动半径和排水量等。

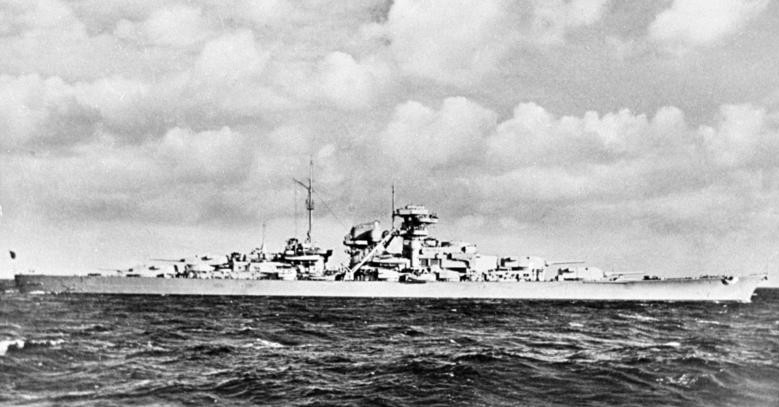
试航中的俾斯麦号；测距机在当时尚未安装

3月6日，俾斯麦号接到了驶往基尔的命令。在途中，该舰受到几架Bf 109戰鬥機和两艘武装商船以及一艘破冰船的护航。3月8日08:45，俾斯麦号在威廉皇帝运河的南岸短暂搁浅，但在一小时内便脱困。舰只于翌日抵达基尔，在那里，其船员贮备了弹药、燃料和其他物资，并涂上一层眩晕迷彩漆进行伪装。3月12日，英国轰炸机袭击了海港，但无功而返。五天后，此时已被用作破冰船的旧战列舰西里西亚号负责护送俾斯麦号穿越冰面前往戈滕哈芬，后者在当地继续进行战备训练。
由海军元帅埃里希·雷德尔领导的海军总司令部打算继续使用重型舰艇作为水面突袭舰，打击大西洋上的同盟国商船。两艘沙恩霍斯特级战列舰以法国布雷斯特为基地，刚刚完成了“柏林行动”，这是一次对大西洋的重大突袭。俾斯麦号的姊妹舰提尔皮茨号则正迅速接近完工。根据设想，俾斯麦号和提尔皮茨号将从波罗的海出击，至大西洋与两艘沙恩霍斯特级舰会合；行动最初定于1941年4月25日左右进行，届时新月周期的到来将使作战条件更为有利。
然而，提尔皮茨号的工程进度比预期缓慢，直至2月25日才投运；该舰在年底前尚不具备作战能力。令情况更为复杂的是，格奈森瑙号在布雷斯特被鱼雷击中，并在旱坞内遭到轰炸进一步损坏。沙恩霍斯特号则需要在柏林行动后对锅炉进行大修；工人们在检修时发现锅炉的状况比预期更差。它也无法参加计划中的出击。英国轰炸机对基尔补给站的空袭还延误了装甲舰舍尔将军号和重巡洋舰希佩尔将军号的维修工作，这两艘舰要到7月或8月才能做好行动准备。战争海军舰队司令、海军上将君特·吕特晏斯被选为这次行动的指挥官，他希望至少推迟到沙恩霍斯特号或提尔皮茨号可用时再行动，但海军总司令部决定继续推进代号为“莱茵演习”的行动，兵力只由俾斯麦号和重巡洋舰欧根亲王号组成。在4月26日于巴黎与雷德尔的最后一次面谈中，吕特晏斯受到了元帅的鼓励，他最终决定尽快开展行动，以防止敌人获得任何喘息的机会。

### 莱茵演习行动

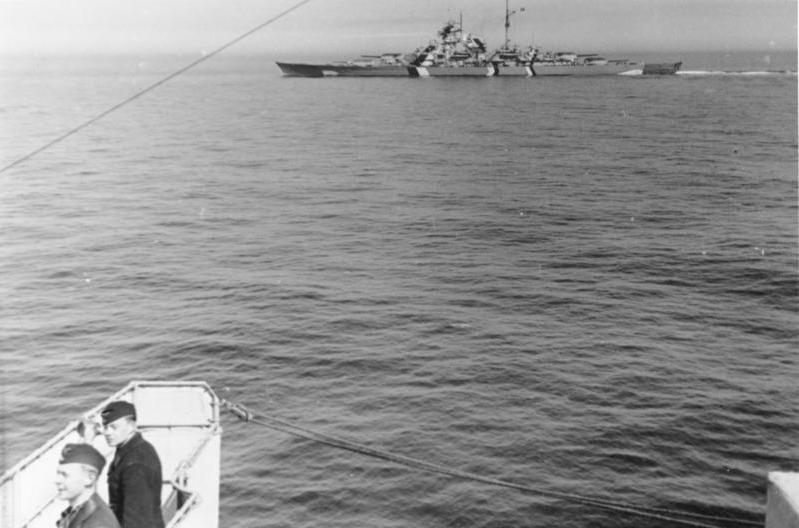
在莱茵演习行动于波罗的海开始时，由欧根亲王号所拍摄的俾斯麦号

1941年5月5日，希特勒和威廉·凯特尔在大批随员的陪同下，抵达戈滕哈芬视察俾斯麦号和提尔皮茨号。他们深入参观了军舰，之后希特勒会见吕特晏斯，讨论即将到来的任务。5月16日，吕特晏斯报告称，俾斯麦号和欧根亲王号已经为莱茵演习行动做好了充分准备；因此，他奉命于5月19日晚上开始执行。作为行动计划的一部分，十八艘补给舰将被部署支援俾斯麦号和欧根亲王号；四艘U艇则沿着在哈利法克斯至英国之间的护航线路实施侦察。
到行动开始时，俾斯麦号的船员数量已增至2,221名官兵，其中包括近65位参谋人员和一队由80人组成的押解船员，后者可在任务期间用于驾驶俘获的船只。5月19日02:00，俾斯麦号离开戈滕哈芬，驶向丹尼斯海峡。它于当日11:25与欧根亲王号会合，这艘僚舰是在前夜21:18从阿科纳角出发的。两舰的护航编队由三艘驱逐舰——Z-10“汉斯·洛迪”号、Z-16“弗里德里希·埃科尔特”号和Z-23号，以及一支扫雷艇区舰队组成。德国空军则在它们驶出德国水域的过程中提供空中掩护。5月20日中午时分，林德曼通过扬声器向船员通报了该舰的任务。在大约同一时间，一支由十至十二架飞机组成的瑞典空中侦察小组发现德国区舰队，并报告了其编成及航向，但德国人并未察觉到对方。
一小时后，德国区舰队遇到了瑞典巡洋舰哥特兰号，后者在卡特加特海峡跟踪德国人达两个小时之久。哥特兰号向海军总部发送报告，指出“两艘大型舰只、三艘驱逐舰、五艘护航船以及十至十二架飞机通过马斯特兰德，航向205°/20'”。然而，德国海军总司令部却并不担心哥特兰号所构成的安全隐患，尽管吕特晏斯和林德曼都相信行动保密性已经泄露了。这份报告最终传到了英国驻瑞典海军武官亨利·德纳姆（Henry Denham）上校手中，他将此信息转交给了英国海军部。布莱切利园的密码破译人员证实，大西洋的袭击迫在眉睫，因为他们已经解密了俾斯麦号和欧根亲王号已带上押解船员的报告，并要求总部提供更多的航海图。为此，两架噴火戰鬥機受命前往挪威沿岸搜索该区舰队。
德国方面也通过空中侦察证实，一艘航空母舰、三艘战列舰和四艘巡洋舰仍然停泊在斯卡帕湾的英国海军主基地，这使吕特晏斯确信英国人对他的行动并不知情。5月20日傍晚，俾斯麦号和区舰队余部抵达挪威海岸；扫雷舰就此分离，而两艘负责袭击的舰只及为其护航的驱逐舰则继续北行。翌日清晨，欧根亲王号上的无线电监听人员截获了英国侦察机受命前往挪威海岸以北搜索两艘战列舰和三艘驱逐舰的信息。21日07:00，德国人发现四架不明身份的飞机，遂迅速离开。12:00过后不久，区舰队到达卑尔根，在格里姆斯塔峡湾下锚，期间船员们为之漆上了德国军舰在大西洋作战所使用的标准“舷外灰”色涂装，以覆盖原本的波罗的海伪装色。

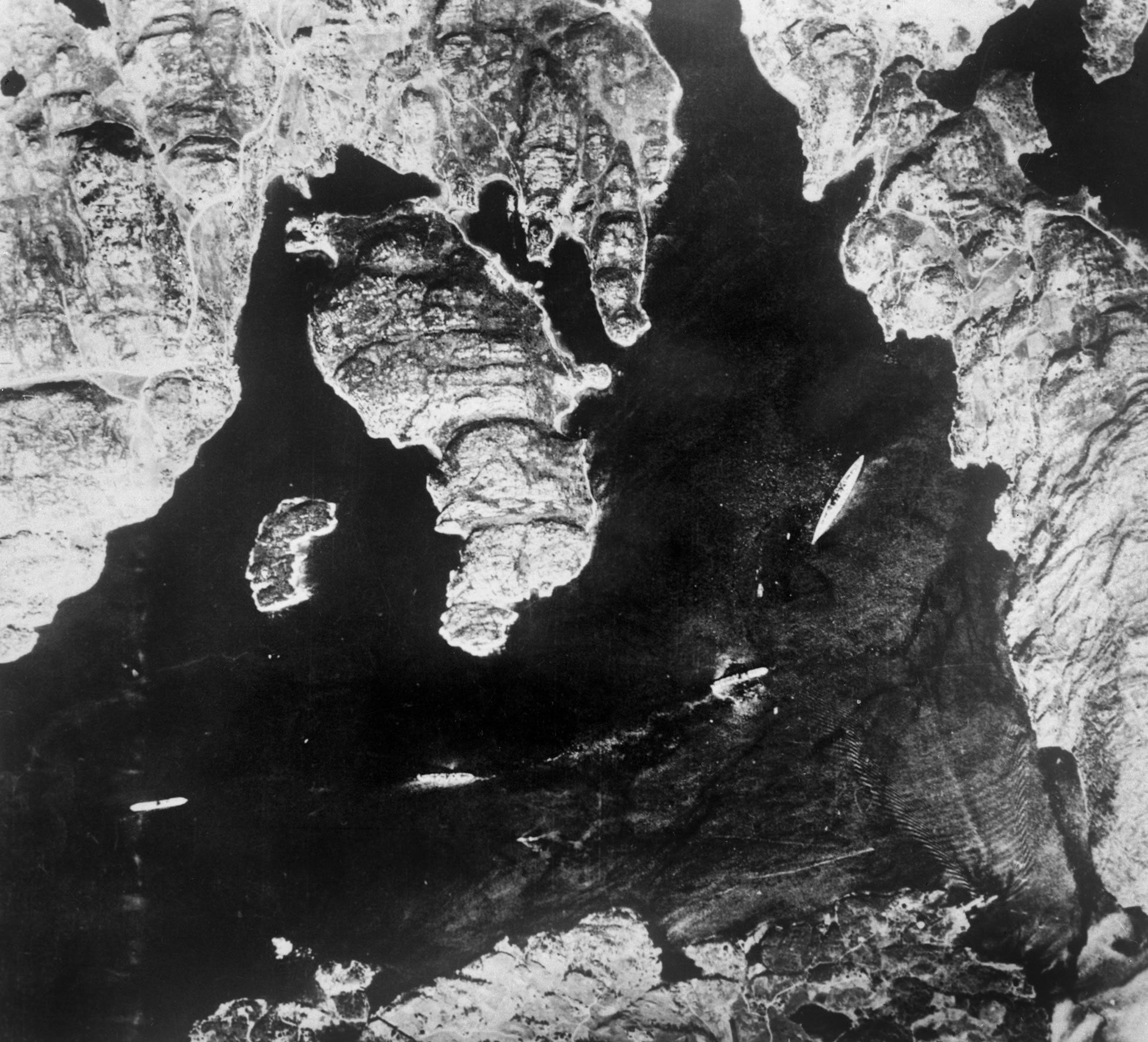
展现了俾斯麦号（右侧）在挪威下锚的空中侦察照片

当俾斯麦号在挪威驻留期间，两架Bf 109战斗机在其上空盘旋以保护其免受英国空袭，但皇家空军中尉迈克尔·萨克林（Michael Suckling）设法驾驶他的喷火战斗机在8000米的高度直接飞越德国区舰队，并拍摄了俾斯麦号及其护航编队的照片。收到情报后，海军上将约翰·托维命令战列巡洋舰胡德号、新入役的战列舰威尔士亲王号和六艘驱逐舰增援正在丹麦海峡巡逻的两艘巡洋舰。本土舰队余部也在斯卡帕湾进入高度戒备状态。此外，还有十八架轰炸机被派去攻击德国人，但峡湾上空的天气已经恶化，它们无法找到德国军舰。
俾斯麦号并未在挪威补充燃料，因为它的行动命令没有这项要求。该舰在离港时便已少装了200吨，此后又在从戈滕哈芬出发的航程中消耗了1,000吨。欧根亲王号则消耗了764吨燃料。5月21日19:30，俾斯麦号、欧根亲王号和三艘护航驱逐舰驶离卑尔根。至午夜时分，当部队进入公海并驶向北冰洋时，雷德尔才向希特勒透露这次行动，后者勉强同意了袭击计划。三艘护航驱逐舰于5月22日04:14分离，当时部队正驶离特隆赫姆。12:00左右，吕特晏斯命令他的两艘舰转向丹麦海峡，试图突围进入开阔的大西洋。恶劣天气是吕特晏斯决定尝试突围的原因，但这也妨碍了在卑尔根上空的任何飞行侦察。16:00，一架马里兰轰炸机才成功从哈斯顿航空站起飞，到达卑尔根，在那里却发现港湾已空空如也。收到报告后，托维于22:15率本土舰队离开斯卡帕湾。
到5月23日凌晨04:00，吕特晏斯命令俾斯麦号和欧根亲王号将航速提高至27節（50每小時），以冲刺穿越丹麦海峡。进入海峡后，两舰都启动了它们的FuMo雷达探测设备。俾斯麦号领先欧根亲王号约700米，浓雾则使能见度降低至3000－4000米。德国人在10:00左右遇到一些冰层，这需要将速度降低至24節（44每小時）。两小时后，双舰编队已经到达冰岛北部。它们被迫作曲折移动，以躲避浮冰。19:22，德舰上的水听器和雷达操作员在大约12,500米的范围内探测到英国重巡洋舰萨福克号。欧根亲王的无线电监听小组还破译了萨福克号发出的无线电信号，得知自己的行踪已经暴露。
吕特晏斯准许欧根亲王号与萨福克号交战，但德国巡洋舰的舰长无法清楚辨认出目标，遂未开火。萨福克号迅速退避至安全距离，并尾随德国舰只。在20:30，另一艘重巡洋舰诺福克号与萨福克号会合，但过于接近德艦。吕特晏斯命令他的舰只与英舰交战；俾斯麦号发出五轮齐射，其中三发跨射命中诺福克号，炮弹碎片洒落在其甲板上。英国巡洋舰遂施放烟幕并逃入雾堤，结束了简短的交锋。380毫米炮发射时产生的震荡导致俾斯麦号的FuMO 23型雷达失灵；这促使吕特晏斯指示欧根亲王号居前，以便后者可以使用正常的雷达侦察编队。
22:00左右，吕特晏斯命令俾斯麦号转向180度，试图突袭尾随其后的两艘英国重巡洋舰。尽管俾斯麦号在雨飑之中变得难以辨认，但萨福克号的雷达迅速侦测到这次异动，使英舰得以躲避。英国巡洋舰整夜都坚守阵位，并不断报告德舰的方位和航向。恶劣天气在5月24日清晨消退，天空开始放晴。05:07，欧根亲王号上的水听器操作员探测到两艘身份不明的舰船正在20海里（37）的范围内接近德舰编队，并报告称“两艘快速移动的涡轮舰在相对方位280°处发出噪音”。

#### 丹麦海峡海战
5月24日凌晨05:45，德舰的瞭望员在海平面上发现了英军舰队产生的烟雾。吕特晏斯下令全体官兵投入战斗岗位。到05:52，当双方距离缩短至26,000米时，胡德号率先开火，威尔士亲王号也于一分钟后跟进。胡德号攻击的是被英国人误认为俾斯麦号的欧根亲王号，而威尔士亲王号则向俾斯麦号开火。俾斯麦号舰上的第一枪炮官、海军少校阿达尔贝特·施耐德曾两次请求反击许可，但吕特晏斯犹豫不决。林德曼随即介入，咕哝着“我不会任凭己舰从我屁股底下被射掉”。他强烈要求吕特晏斯允许开火，迫使后者态度软化，于05:55下达了与英舰交战的命令。

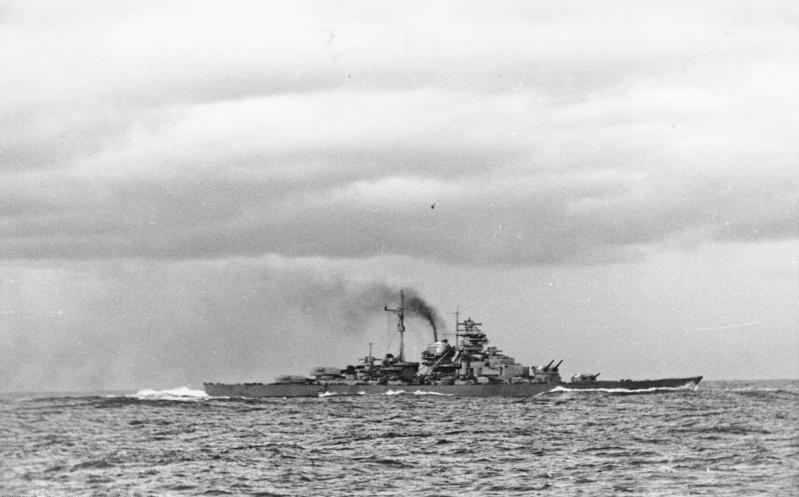
在丹麦海峡海战后，从欧根亲王号上见到的俾斯麦号

英舰乃正面逼近德舰，因此只能使用前置炮發動攻擊，俾斯麦号和欧根亲王号则可以使用整个舷炮射击。开火几分钟后，霍兰下令向左转舵20°，以使他的舰只也能利用后部炮塔交战。两艘德舰都将火力击中在胡德号舰上。在德舰开火大约一分钟后，欧根亲王号的一枚203毫米高爆弹命中对手；爆炸继而引燃了舰上的UP火箭炮并发生大火，但火势被迅速扑灭。在发射了三轮四炮齐射之后，施耐德终于锁定了胡德号的位置；他立即下令俾斯麦号以八门380毫米主炮实施速射，同时指示用150毫米副炮与威尔士亲王号交战。霍兰随后下令第二次向左转舵20°，使他的舰只航向与俾斯麦号和欧根亲王号平行。吕特晏斯遂命欧根亲王转移火力，瞄准威尔士亲王，以使其两个对手都受到攻击。几分钟内，欧根亲王号对战列舰取得两次命中，并引发小火。
吕特晏斯随后命令欧根亲王号移至俾斯麦号之后，以便继续监视诺福克和萨福克号的方位，后两者仍然维持在以东10至12海里（19至22）处。06:00，当俾斯麦号的第五轮齐射命中时，胡德号正在完成第二次向左转舵。其中两枚炮弹落空，射到胡德號附近的水面，但至少有一枚380毫米的穿甲弹击中了胡德号，并穿透了其薄弱的甲板装甲。炮弹直抵胡德号的后部弹药舱，引爆了约112吨的线状无烟火药推进剂。巨大的爆炸使主桅杆至后烟囱之间的舰后部断成两截；前半段一度继续向前移动，然后舰艏在海水的冲击下以陡倾角升上空中。随着海水涌入开裂的舱室，舰艉也被抬起。施耐德通过其舰上的扬声器喊道:“它正在下沉”！在仅仅8分钟的交火中，胡德号便遭歼灭，全舰1,419名船员几乎全数阵亡，只有3人获救。

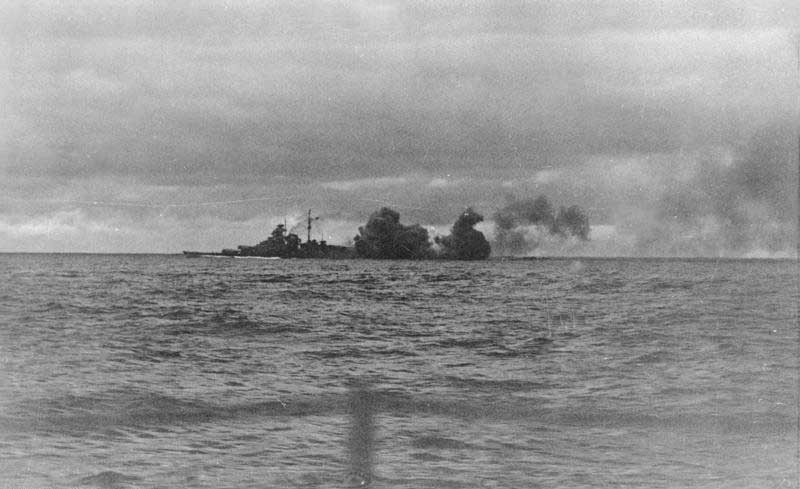
俾斯麦号在战斗中发射主炮

俾斯麦号随即将火力转向威尔士亲王号。英国战列舰在第六轮齐射才击中俾斯麦号，而德舰的第一轮齐射便找到了目标。其中一枚炮弹击中威尔士亲王号的舰桥，但它没有爆炸，而是从另一侧穿出，杀害了除舰长约翰·利奇上校和一位信号兵外，舰只指挥中心的其他所有人。两艘德舰持续向威尔士亲王号开火，对其造成严重破坏。这艘新近入役的英国战列舰由于火炮此前出现故障，舰上还留有文职技术人员。尽管主炮存在技术故障，威尔士亲王号还是在交战中三次命中俾斯麦号。第一枚炮弹命中了水线上方的艏楼，但高度低到足以让涌浪灌入舰体。第二枚炮弹击中装甲带下方，并在接触防鱼雷舱壁时爆炸，使得一个涡轮发电机舱被完全淹没并蔓延至相邻的锅炉舱。第三枚炮弹则击穿了其中一艘舰载艇，继而穿透浮筒机弹射器而未发生爆炸。
06:13，利奇下令撤退；他的战列舰严重受损，舰上的十门14英寸（356）炮中仅余五门仍可开火。威尔士亲王号作了一个160°的转舵，并施放烟幕以掩护其撤离。随着距离拉大，德国人停止了射击。尽管林德曼强烈主张追击威尔士亲王号并将其摧毁，吕特晏斯却谨遵“尽量避免与非护航船队的敌军交战”的行动命令，坚决拒绝了这一请求，而是命令俾斯麦号和欧根亲王号前往北大西洋。在交战过程中，俾斯麦号共发射了93枚穿甲弹，并被3枚炮弹击中。艏楼的中弹使得1000－2000吨海水灌入舰内，污染了贮存在舰艏的燃料。吕特晏斯拒绝减速供损害管制团队修复弹孔，导致弹孔扩大并有更多的水进入舰内。第二次中弹则造成一些额外的进水，其弹片也损坏了涡轮发电机舱的蒸汽管线，但情況并不严重，因为俾斯麦号具有足够的其它发电机储备。这两次命中共同形成的进水导致舰身出現9度的左舷侧横倾和3度的艏倾。
当威尔士亲王号撤退时，欧根亲王号上的水听器操作员侦测到了鱼雷异动。鱼雷不太可能真正发射，但两艘德舰都采取了规避机动。与此同时，英国皇家空军第201中队一架尾随的桑德蘭水上飛機因靠得太近，受到了德军重型高射炮的开火。第269中队的一架哈德遜式轟炸機从远处目睹了这场战斗，并一直保持联系，直到08:08。战斗结束后，桑德兰水上飞机报告了浮油的情况，并引导驱逐舰厄勒克特拉号前往胡德号爆炸的地点。驱逐舰仅找到了3名幸存者。

#### 追击

展示了俾斯麦号及其追击者移动路线的地图

在交战后，吕特晏斯报告道：“战列巡洋舰，可能是胡德号，沉没。另一艘战列舰，英王乔治五世号或声望号，受损掉头离开。两艘重巡洋舰保持接触”。 08:01，他向海军总司令部发送了损坏报告及其意图，即分派欧根亲王号进行通商破坏，并前往圣纳泽尔进行维修。10:00后不久，吕特晏斯下令欧根亲王号移至俾斯麦号後方，以查明舰艏中弹后漏油的严重程度。在确认“（俾斯麦号的）尾迹两侧都有大片的油流”后，欧根亲王回到了领头位置。大约一小时后，尾随其后的桑德兰水上飞机向萨福克号和诺福克号报告了浮油情况，它们此时已与受损的威尔士亲王号会合。海军少将弗雷德里克·韦克-沃克作为两艘巡洋舰的指挥官，下令威尔士亲王号保持殿后。
当卡尔·邓尼茨提出可调遣大西洋上的所有U艇实施援助时，吕特晏斯请求它们在俾斯麦号进入开阔大西洋的预设航路上建立一条巡逻线。五艘U艇——U-43号、U-46号、U-66号、U-94号和U-557号奉命占据格陵兰岛以南的阵位，预计将于5月25日上午接敌。由于吕特晏斯打算驶往法国港口，由U-48号、U-74号、U-97号、U-98号和U-556号组成的第二批U艇驻扎在比斯开湾。另外三艘U艇——U-73号、U-93号和U-111号正在赶往增援设伏，而U-108号和U-552号则受命离港增援比斯开湾集群。
英国首相温斯顿·丘吉尔命令该地区的所有军舰都加入追击俾斯麦号和欧根亲王号的行列。托维的本土舰队已前往拦截德国袭击者，但到5月24日清晨，仍然相距超过350海里（650）。海军部又指示轻巡洋舰曼彻斯特号、伯明翰号以及阿瑞图萨号在丹麦海峡巡逻，以防吕特晏斯试图折返。战列舰罗德尼号一直在为皇家邮轮不列颠尼克号护航，原定在波士顿海军造船厂进行改装，此时也加入了托维的队伍。受命进行追猎的还包括两艘老旧的复仇级战列舰：从哈利法克斯出发的复仇号，以及护送HX-127号船队的拉米伊号。共计有六艘战列舰或战列巡洋舰、两艘航空母舰、十三艘巡洋舰以及二十一艘驱逐舰参与了追击。到17:00左右，威尔士亲王号的船员们将其十门主炮中的九门恢复了正常运转状态，这使得韦克-沃克可以将它安排在编队的最前方，以便在机会出现时攻击俾斯麦号。
随着天气逐渐恶化，吕特晏斯试图于16:40与欧根亲王号分离。风暴不足以掩护其摆脱韦克-沃克的巡洋舰，后者继续保持雷达接触。欧根亲王号因此被暂时召回，它直至18:14才成功脱离。当时俾斯麦号转舵直面韦克-沃克的编队，迫使萨福克号以高速回避。威尔士亲王随即向俾斯麦号发射了十二轮齐射，俾斯麦也以九轮齐射回击，但双方无一命中。该举动成功转移了英国人的注意力，欧根亲王号得以悄然离去。在俾斯麦号恢复原来的航向后，韦克-沃克号的三艘舰便在俾斯麦号的左舷就位。

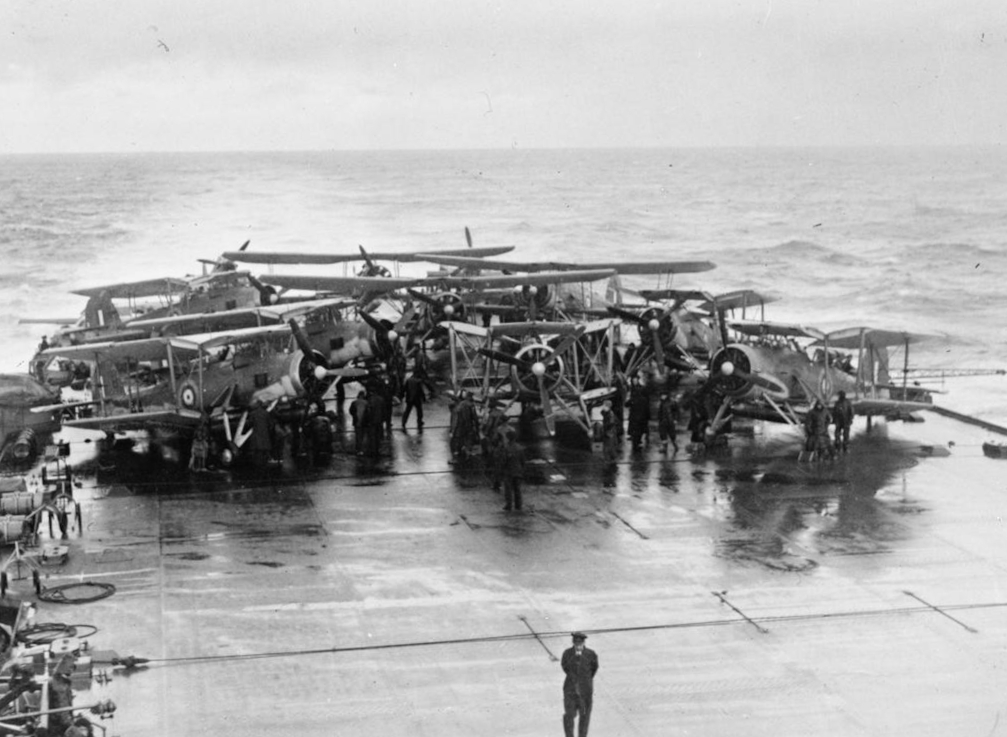
在胜利号甲板上待命的剑鱼机群

尽管俾斯麦号在与胡德号的交战中受损，被迫减速，但它仍然能够达到27至28節（50至52每小時），这是托维的英王乔治五世号的最高航速。除非能进一步减缓俾斯麦号的速度，否则英国人将无法阻止它到达圣纳泽尔。5月25日16:00之前不久，托维将航空母舰胜利号和四艘轻巡洋舰分开，以形成一条可供弹射鱼雷轰炸机的航路。22:00，胜利号的攻击群起飞，它们由隶属第825海军航空中队的九架剑鱼式鱼雷轰炸机组成，受海军少校尤金·埃斯蒙德指挥。缺乏经验的飞行员在接近诺福克号和美国海岸警卫队巡逻艇莫多克号时差点袭击了它们；这种混乱引起了俾斯麦号的高射炮兵戒备。
俾斯麦号利用主炮和副炮以最大俯角施射，在鱼雷轰炸机来袭的航路上产生巨大冲力的水花飞溅。没有一架飞机被击落。俾斯麦号躲开了向它发射的七枚鱼雷，但第八枚鱼雷却击中了舰舯部的主装甲带，将1人抛入舱壁致死，另有5人负伤。爆炸还对电气设备造成了轻微损坏。更为严重的损害则在舰只躲避鱼雷的机动中发生：速度和航向的急促变化导致堵漏网垫松脱，使得舰艏弹孔涌入更多的海水，最终迫使左舷的2号锅炉舱被废弃。第二台锅炉的损失，加上燃油的泄漏和艏倾加剧，迫使该舰减速至16節（30每小時）。在潜水员修复了舰艏的堵漏网垫后，航速又提升至20節（37每小時），这是指挥团队确定的驶向德占法国的最节俭速度。
剑鱼机离开现场后不久，俾斯麦号和威尔士亲王号又进行了一场简短的炮战。双方都没有取得命中。俾斯麦号的损坏管制组在短暂交战后恢复工作。淹没左舷2号锅炉的海水有侵入4号涡轮发电机给水系统的危险，从而使盐水到达涡轮机。盐水会侵蚀涡轮叶片，从而大大降低舰只速度。到5月25日上午，危机解除。俾斯麦号减速至12節（22每小時），以便潜水员将燃油从前舱泵送至后油箱；两根软管成功连接，并转移了数百吨燃油。
随着追击进入开阔水域，韦克-沃克的舰只被迫以锯齿形移动，以规避可能在该地区出没的德国U艇。这要求两艘巡洋舰向左舷航行十分钟，然后再向右舷航行十分钟，以保持两舰在同一基准航向。在转左航行的最后几分钟里，俾斯麦号超出了萨福克号的雷达范围。5月25日凌晨03:00，吕特晏斯决定放弃引诱追击者进入U艇陷阱的计划，直接向法国驶去。他下令将最高速度提升至28節（52每小時），然后指示舰只以环形向西再向北移动。这次机动恰逢其舰处于雷达范围之外的时候；俾斯麦号因此成功地脱离了雷达接触，绕回了追击者的身后。萨福克号舰长假定俾斯麦号已经向西偏离航线，于是也向西航行试图找到它。半小时后，他通知了韦克-沃克，后者遂命令旗下三艘舰在拂晓时分散，进行目视搜索。
由于许多英国舰艇已经燃料不足，皇家海军的搜索变得狂乱起来。胜利号及其护航巡洋舰被派往西部，韦克-沃克的舰群继续向南和向西航行，而托维则继续向大西洋中部进发。H部队的航空母舰皇家方舟号正从直布罗陀驶来，离那里至少还有一天的路程。吕特晏斯没有意识到自己已经摆脱了韦克-沃克，他向位于巴黎的海军西部集团军总部发送了长时间的无线电信息。这些信息被英国人截获，并据此确定了方位。他们在英王乔治五世号舰上错误地标绘了地图，导致托维认为俾斯麦号正通过冰岛－法罗群岛的间隙返回德国，这使他的舰群在错误的航向上行驶了七小时之久。当发现错误时，俾斯麦号已经与英舰拉开了相当大的差距。

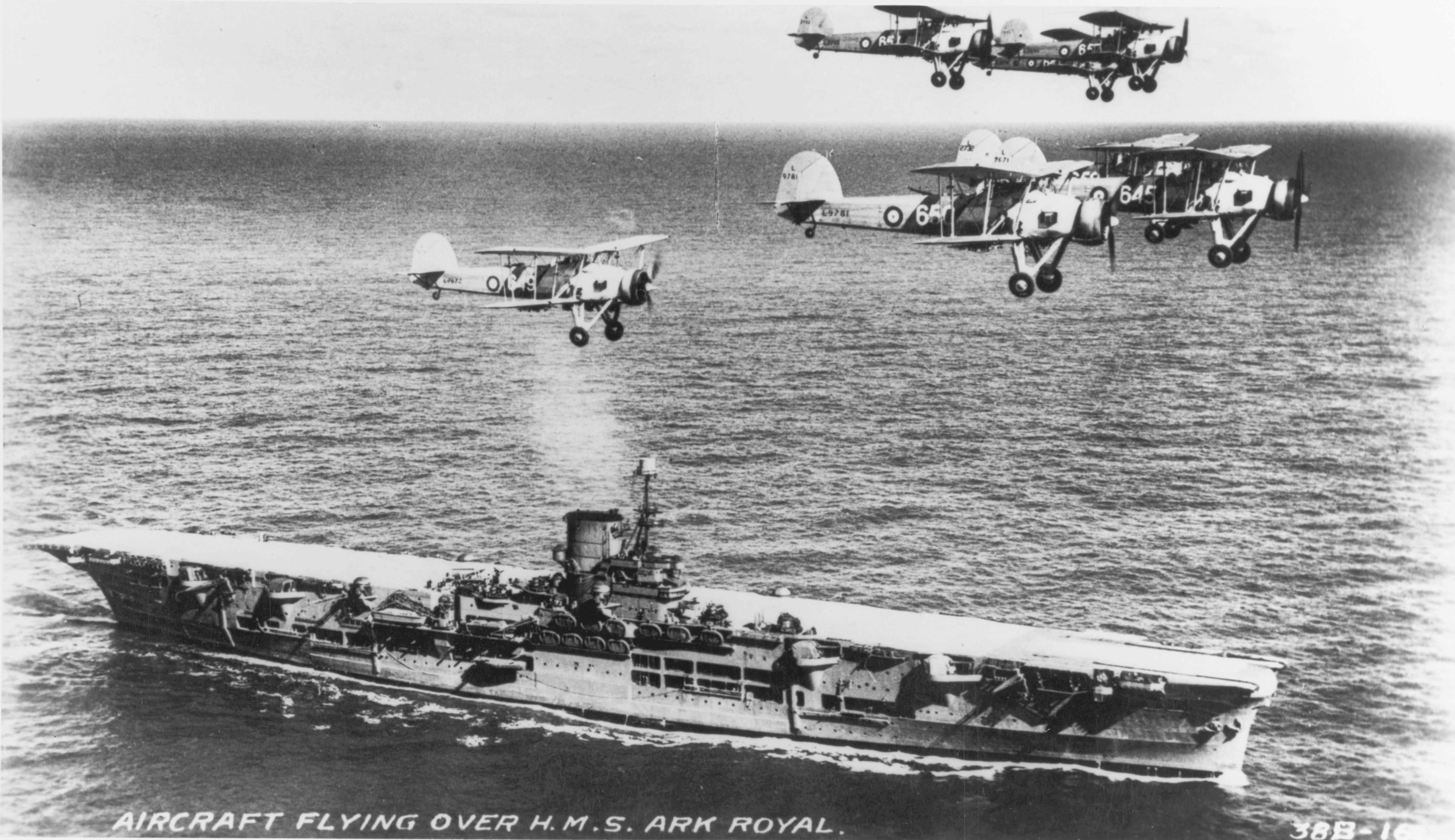
皇家方舟号航空母舰及上空飞行的剑鱼轰炸机

英国的密码破译人员能够解密部分德国信息，包括1941年5月25日由简·福西特解密的一条命令，要求德国空军为俾斯麦号前往布雷斯特提供支援。法国抵抗运动向英国人证实，德国空军部队正向那里转移。托维此时可以将他的兵力调往法国，在俾斯麦必须经过的地区集结。来自英国皇家空军第209中队和第240中队的两架卡特琳娜水上飞机也从北爱尔兰的阿奇代尔堡航空站起飞加入搜索，范围涵盖了俾斯麦试图抵达德占法国可能前往的地区。5月26日10:30，美国海军少尉伦纳德·B·史密斯驾驶的一架卡特琳娜在布雷斯特西北约690海里（1,280）处找到了它。以当前的速度，俾斯麦号可以在不到一天的时间内便到达德国U艇和空军的保护范围内。大部分英军兵力都不足以接近阻止它。
皇家海军唯一寄望的是由海军上将詹姆斯·萨默维尔率领的皇家方舟号航空母舰和H部队。由于燃料不足，胜利号、威尔士亲王号、萨福克号和反击号被迫中断了搜索；除了H部队之外，仅存的重型舰艇是英王乔治五世号和罗德尼号，但它们离得太远了。当卡特琳娜发现俾斯麦号时，皇家方舟号的剑鱼机已经开始在附近展开搜索。几架鱼雷轰炸机也找到了这艘战列舰，距离皇家方舟号约60海里（110）。萨默维尔下令剑鱼机群返回装填鱼雷后便立即发动攻击。先前他还派出了巡洋舰谢菲尔德号去跟踪俾斯麦号，但皇家方舟号的飞行员并未得知此事。结果，装备有新型磁性雷管鱼雷的剑鱼机群意外袭击了谢菲尔德号。由于磁性雷管没有正常工作，谢菲尔德才得以毫发无损。

一架剑鱼机在投放鱼雷攻击俾斯麦号后返回皇家方舟号

吸取了误击友军时磁性雷管功能失常的教训，在返回皇家方舟号后，剑鱼机群换装了配备接触式雷管的鱼雷。第二次攻击由十五架飞机组成，于19:10分起飞。19:50，皇家方舟号和声望号通过了U-556号所占据的阵位。U艇处于理想的射击角度，但在之前的行动中已耗尽了所有的鱼雷，无法发动攻击。在攻击之前，剑鱼机群于20:00与谢菲尔德号进行了第一次接触，为前者指明了前往俾斯麦号的方向。然而，它们无法找到德舰，于20:30再次向谢菲尔德询问方向。终于到20:47时，鱼雷轰炸机开始穿过云层下降进行攻击。当剑鱼机群接近时，俾斯麦号再次利用主炮施射，试图以飞溅的水柱捕捉飞机。剑鱼随即发起进攻；俾斯麦号的高射炮与轰炸机交火，并开始剧烈转向。一枚鱼雷击中左舷舰舯，正好位于主装甲带底缘的下方。爆炸的冲力在很大程度上被受到水下防护系统和装甲带的遏制，但一些结构损坏仍造成了轻微进水。
第二枚鱼雷击中了俾斯麦号的左舷舰艉，靠近左舵螺旋桨轴。左舵组件上的联轴器严重损坏，使舰舵在向左转动12°的位置上被锁定。爆炸还造成了很大的冲击破坏。船员们最终设法修复了右舷舵，但左舷舵仍然卡住。吕特晏斯否决了使用炸药切断左舵的建议，因为螺旋桨损伤将使战列舰陷入无助。21:15，吕特晏斯报告舰只已无法操纵。

#### 沉没

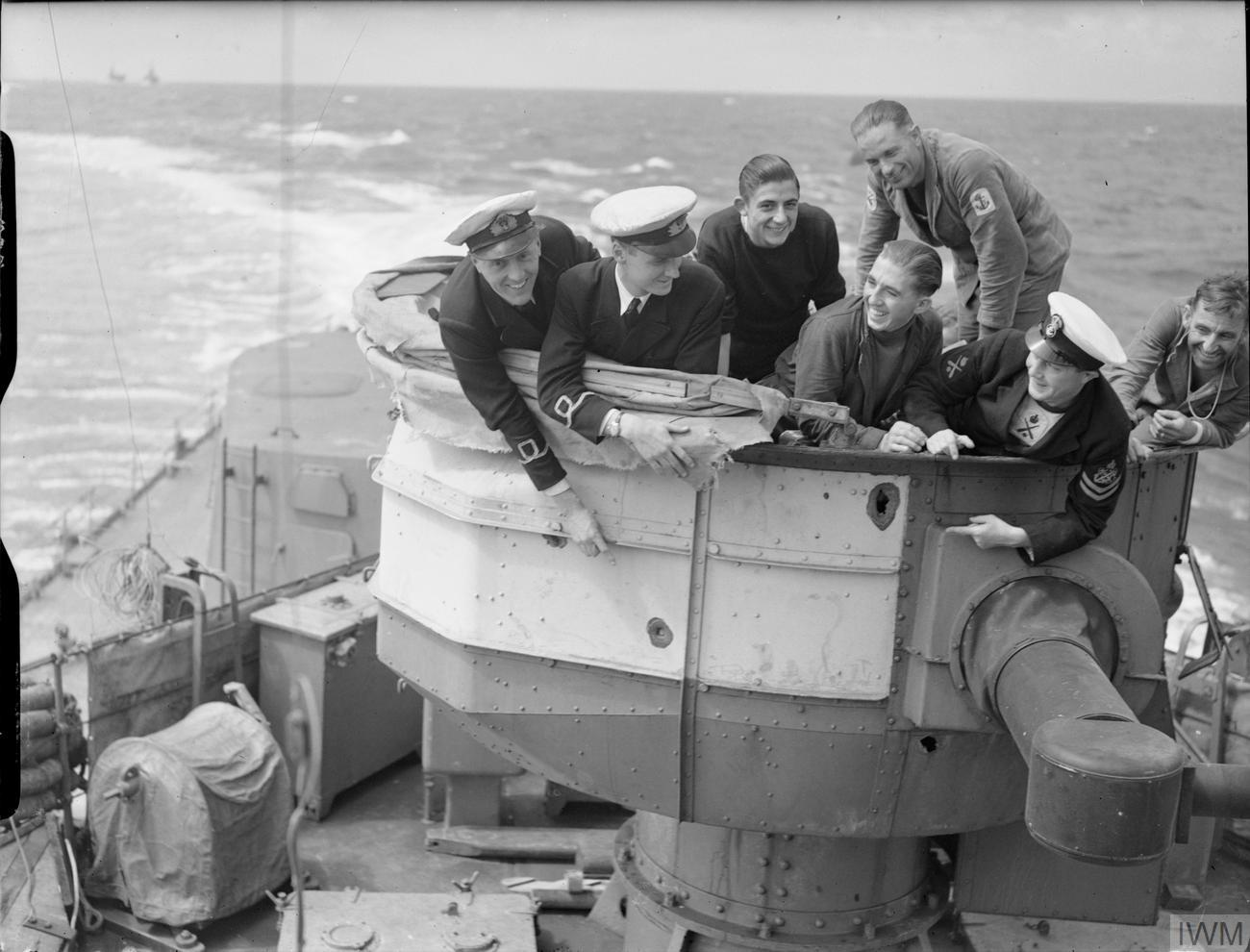
谢菲尔德号的后方指挥塔因俾斯麦号近距脱靶而造成碎片损伤

隨著左舵卡死的問題無法解決，俾斯麥號只能绕着大圈航行，无法逃离托维的部队。尽管英国舰艇的数量因为燃料短缺已经减少，但战列舰英王乔治五世号和罗德尼号仍然可用，陪同它们的还有重巡洋舰多塞特郡号和诺福克号。26日21:40，吕特晏斯号向总部发信表示:“舰只无法操纵。我们将战斗到最后一刻。元首万岁！”船员们的情绪愈发沮丧，特别是当海军总司令部的讯息传达到舰上时。这些讯息的目的是鼓舞士气，却凸显了船员们所处的绝望境地。当剑鱼机群返回航母时，俾斯麦号用主炮向尾随其后的谢菲尔德号開火，第一轮齐射偏离了一英里远，但第二轮跨射谢菲尔德号，弹壳碎片造成3人死亡，数人负伤。之后的四轮齐射则都没有命中。巡洋舰遂在烟幕的掩护下迅速撤退。谢菲尔德号在低能见度下脱离了接触，而由海军上校菲利普·维安率领的五艘英国驱逐舰编队则奉命整夜与俾斯麦号保持接触。
俾斯麦号于22:38遇上这些驱逐舰，迅速用主炮向英艦開火。俾斯麦号在三轮齐射后，跨射波兰驱逐舰闪电号。后者继续缩小距离，直到在大约12,000米处的一次近距脱靶才迫使它掉头离开。从整夜到清晨，维安的驱逐舰群一直在骚扰俾斯麦号，用照明弹照亮它，并在九次零星的攻击中发射了十六枚鱼雷，但无一命中。在05:00到06:00之间，俾斯麦号的船员试图弹射一架阿拉多196型水上侦察机，以带走舰上的战争日记、与胡德号交战的片段镜头以及其他重要文件。但此前飞机弹射器上的蒸汽管线被威尔士亲王号的第三发炮弹击中受损，无法弹射飞机。加满燃油的飞机成为火灾隐患，遂被推出舷外弃置海中。07:10，吕特晏斯又询问能否派U艇前来帶走这些文件。U-556号立即被派去执行此任务，但由于该艇正在潜航而错过了发出的命令信号。无论如何，U-556号的燃料太少，不足以执行命令。

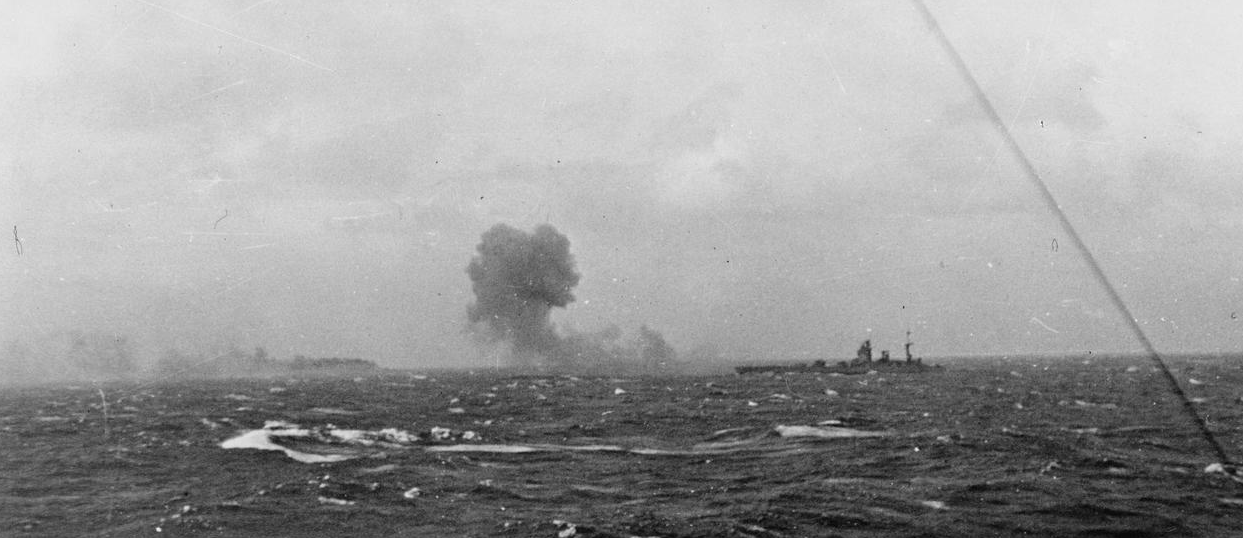
罗德尼号向俾斯麦号开火，后者可从远处看出正燃烧

5月27日破晓后，英王乔治五世号主导了攻击。罗德尼号跟随在其左舷后方；托维意欲径直驶向俾斯麦号，直至相距大约8海里（15）处。到那时，他会转舵向南，让其舰群与目标相平行。08:43，英王乔治五世号的瞭望员在23,000米外发现了俾斯麦号。四分钟后，罗德尼号以其前两座三聯裝炮塔的六门16英寸（406）炮率先开火，然后英王乔治五世号跟进以14英寸（360）炮施射。俾斯麦号于08:50利用前炮塔还击；在第二轮齐射便跨射命中罗德尼号。此后，俾斯麦号的火炮瞄准能力下降，因为舰只无法操控，在波涛汹涌的海面上移动不稳定，使施耐德难以进行预估路线的射程计算。
随着接战距离的缩短，舰只的副炮也加入了战斗。诺福克号和多塞特郡号接近并开始用8英寸（200）炮射击。09:02，罗德尼号的一枚16英寸炮弹击中了俾斯麦号的前部舰艛，造成数百人死亡、两座前部炮塔严重受损。根据幸存者称，这轮齐射可能杀死了林德曼和吕特晏斯以及舰桥上的其他工作人员，但也有其他幸存者表示当舰只沉没时仍看到林德曼在甲板上。主火控系统也在这次打击中被摧毁，施奈德很可能也因此丧生。这轮齐射的第二发炮弹击中了前部主炮并使其失效，尽管它还是设法于09:27成功发出了最后一轮齐射。身处后部控制台的第四枪炮官、海军上尉布卡德·弗赖赫尔·冯·米伦贝格-雷希贝格接管了后部炮塔的火力控制。他成功地发出了三轮齐射，然后一枚炮弹摧毁了火炮指挥仪，使其设备瘫痪。他遂命令各炮独立射击，但到09:31，全部四座主炮塔都已无法运作。俾斯麦号的一枚炮弹在距罗德尼号舰艏约6米处爆炸，损坏了其右舷鱼雷发射管——这是俾斯麦号最接近直接命中对手的一击。09:10，罗德尼号从10（5.4海里）的距离发射了六枚24.5英寸（620）鱼雷，诺福克号也从15（8.1海里）的距离发射了四枚。所有鱼雷均告射失。

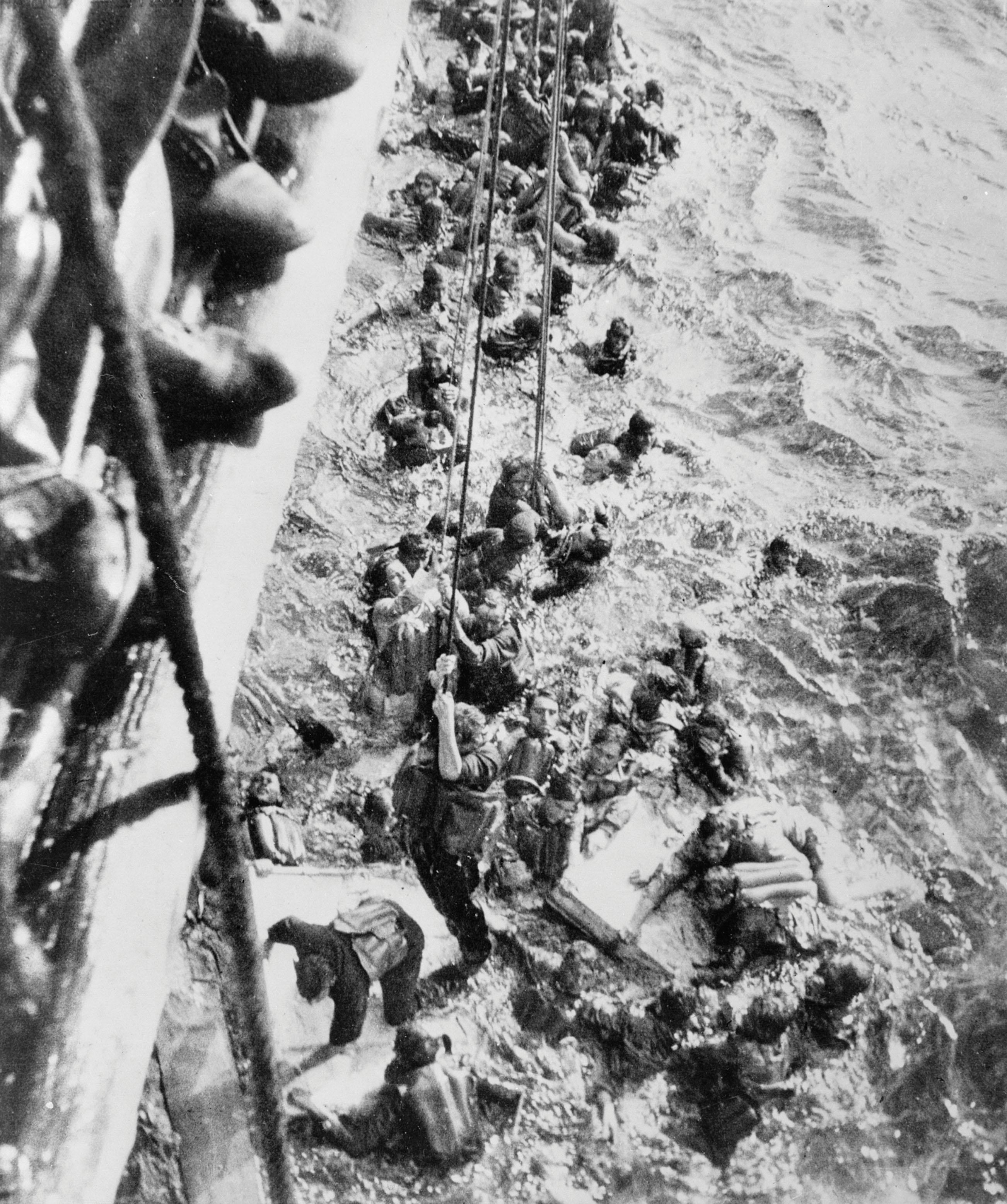
多塞特郡号救起幸存者

由于舰桥上的人员不再回应，副舰长、海军中校汉斯·厄尔斯（Hans Oels）从他在损害管制中心的位置接管了俾斯麦号的指挥权。随着左舷遭到数次近距脱靶，加上舰只已无力反击，厄尔斯于09:30左右决定凿沉俾斯麦号，以防被英国人登舰，并使船员们能够弃舰以减少伤亡。俾斯麦号自身也在缓缓下沉，因为舰体的倾斜度不断增加，导致越来越多的海水通过主甲板的受损处涌入舰内，但该舰甚大的稳心高度使其仍可维持漂浮。大约09:30，厄尔斯命令甲板下的人员弃舰；他还指示轮机舱船员打开舰只的水密舱门，并准备好凿沉装药。这一自沉命令将确保洪水在最初会降入炮列甲板之下，因为船员们是通过水密舱口向上爬，其后也保持开启状态。如此洪水会逐渐使舰只倾斜，直至倾覆。第一轮机官、海军上尉尤纳克指示他的部属用9分钟燃程的引信引爆炸药，但内部通信系统出了故障，他只得派一个信差前去确认凿沉舰只的命令。信差再也没有回来，于是尤纳克点燃了炸药，命令他的人弃舰而去。他们于10:10左右离开轮机舱。尤纳克及其战友们在穿越不同的楼层时，听到了炸药爆破的声响。厄尔斯在舰上各处奔走，命令船员们离开岗位。10:00左右，英王乔治五世号的一枚炮弹穿透了上层堡垒带，在舰艉食堂爆炸，杀害了甲板上的厄尔斯和其他约100人。
到10:00，托维的两艘战列舰已经发射了逾700枚主炮炮弹，其中许多都是近距离发射的。罗德尼号驶近至2,700米，即其主炮的近距离平射射程内，并继续施射。俾斯麦号已经沦为一片废墟，从头到尾都在燃烧。不受控制的涌水使其舰艉缓缓下沉，并伴以20度的左舷侧横倾。托维不打算停火，除非德国人降下他们的舰旗或明确表示弃舰。总共四艘英国舰艇向俾斯麦号发射了2,800多枚炮弹，命中超过400发，但都无法击沉俾斯麦号。近距离平射的枪林弹雨摧毁了舰艛和水上部分的舰体，造成大量人员伤亡，但对舰只最终沉没的影响微乎其微。罗德尼号从左舷发射了两枚鱼雷，并声称其中一枚命中。据卢多维奇·肯尼迪表示，“如果这是真的，这会是历史上唯一一艘战列舰用鱼雷攻击另一艘战列舰的例子”。
凿沉装药约10:20左右引爆。到10:35，俾斯麦号已严重左倾，缓缓倾覆，并从舰艉开始下沉。大约在10:20，由于燃料不足，托维命令巡洋舰多塞特郡号用鱼雷击沉俾斯麦号，并指示他的战列舰返回港口。多塞特郡号向俾斯麦号右舷发射了两枚鱼雷，其中一枚命中。巡洋舰随后转向左舷，发射了另一枚鱼雷，也击中了舰体。当这些鱼雷袭击发生时，俾斯麦号已经倾斜得很厉害，以至于甲板部分都被淹没了。最后一枚鱼雷可能是在该舰左舷舰艛处爆炸，当时它已经位于水下。俾斯麦号于10:40从水平面上消失。
在倾覆前弃舰的尤纳克观察到俾斯麦号的右舷没有水下损伤。冯·米伦海姆-雷希贝格也报告了同样的情况，但他认为当时在水下的左舷受损更严重。一些幸存者表示，当舰只沉没时，他们看到舰长林德曼正站在舰艏肃立。大约有400人落入水中；多塞特郡号和驱逐舰毛利号驶近并放下绳索拉起幸存者。11:40，多塞特郡号舰长下令放弃救援行动，因为瞭望员发现了一艘他们认为是潜艇的物体。当它们离开现场时，多塞特郡号已经救起85人，毛利号也救起了25人。U-74号从远处目睹了俾斯麦号与英国舰群的最后一战，并于晚上19:30放出橡皮艇救起3人。翌日22:45，德国拖网船萨克森森林号也以木筏救起另外2人。其中一名被英军救起的水兵第二天因伤势过重而死亡。在俾斯麦号逾2,200名官兵中，只有114人最终幸存。

## 残骸

### 罗伯·巴拉德的探索
俾斯麦号的残骸是由负责搜寻泰坦尼克号的海洋生物学家羅伯·巴拉德于1989年6月8日所找到。该舰被发现长眠在距离布雷斯特以西约650公里、深约4,791米的地方。舰只撞上了一座高出周边深海平原约1,000米的死火山，并引发了2公里长的山崩。俾斯麦号随之滑落，至下降了约三分之二的高度处停止。巴拉德对残骸的确切位置保密，以防止其他潜水员从舰内取走文物——他认为这是一种盗墓行为。
巴拉德的调查发现，舰只的整个装甲堡垒并没有受到水下侵彻。在舰体上共找到了八个孔洞，一个在右舷、七个在左舷，均高于水线以上。其中一个孔洞在甲板上，位于右舷舰艏。其角度和形状表明，造成这个孔洞的炮弹是从俾斯麦号左舷发射，并击中了右舷锚链。锚链已在这个洞内消失无踪。六个孔洞集中在舰舯，三枚炮弹碎片穿透了上部防弹带，并有一枚在主装甲带上砸出洞口。再往后，还可以在甲板上看到一个与飞机弹射器平行的巨洞。潜水器没有记录到炮弹穿透主装甲或侧装甲的迹象，很可能炮弹只穿透了甲板装甲。海军历史学家威廉·加兹克（William Garzke）和罗伯特·杜林（Robert Dulin）指出，英国战列舰的射击距离非常近；炮弹的平坦弹道使其难以击中水线上方的装甲带所代表的相对狭窄的目标，因为烈风引起的高浪会遮挡装甲带，导致距离不足的炮弹要么击中水面再反弹到舰艛，要么在击中波浪后爆炸。
巴拉德指出，他没有发现舰体在尚未完全淹没时发生内部内爆的证据。周边的水比起舰体内的空气压强要大得多，会使舰只变形。相反，巴拉德指出舰体状况相对良好；他简要说明了“俾斯麦号并没有内爆”。这表明俾斯麦号的隔舱是在沉没时才被水淹浸，进一步印证凿沉的论点。巴拉德补充道:“我们发现的舰体看起来相对完整，没有受到滑落和撞击的影响”。他们得出结论，沉没的直接原因是自沉：由船员蓄意破坏了轮机舱的阀门，正如德国幸存者所声称的那样。
整个舰艉已经脱离；由于它不在主残骸附近且尚未被发现，因此可以假设这并非在海底碰撞时发生的。缺失的部分大致与受鱼雷击中的地方吻合，这又引发了可能是结构破坏的疑问。舰艉区域也受到数次炮弹命中，因此加剧了鱼雷的破坏力。这一点，加上舰只“艉部先沉”的事实以及没有结构支承来固定其位，表明舰艉是在水面上便已分离。虽然俾斯麦号沉没时，舰上无人能证实或否认这一点，但欧根亲王号的舰艉于1942年也遭到类似的鱼雷袭击后坍塌。这促使德国人把所有主力舰的舰艉结构都行了强化。

### 后续考察
2001年6月，深海探险队（Deep Ocean Expeditions）与伍兹霍尔海洋研究所合作，对残骸展开另一次考察。研究人员使用了俄罗斯制造的袖珍潜水器。伍兹霍尔的专家威廉·N·兰格（William N. Lange）指出：“你可以在舰艛和甲板上看到大量的弹孔，但在舷侧上却没有那么多，在水线以下也没有”。探险队在水线以上或以下的主装甲带中都没有发现穿透点。检查人员注意到舰体上有几道深长的裂缝，但将其归因于对海底碰撞。
2001年7月，一支英美联合探险队得到了英国一家电视频道的资助进行考察。该团队利用该地区唯一的一座火山来定位残骸。研究小组通过遙控潛水器拍摄舰体后得出结论：俾斯麦号是因战斗损伤而沉没。探险队队长大卫·默恩斯宣称在舰体上发现了明显的裂缝：“我的感觉是这些裂口可能因滑落而拉长，但它却是由鱼雷所开创的”。
由詹姆斯·卡梅隆执导的纪录片《重返俾斯麦战舰》于2002年5月至6月使用了更小、更灵活的和平号潜水器进行拍摄，重现了导致舰只沉没的状况。该片首次提供了内景镜头。与巴拉德的探险不同，卡梅隆的研究能够检查舰体侧面的部分区域。当俾斯麦号的舰艏率先接底时，大规模的“液力爆发”将舰体的大部分外壳版沿着与装甲带底部连接的线分离。装甲甲板下方的甲板被压缩了3到4米。因此，最广泛的损伤，包括默恩斯观察到的裂口，是由于舰体与海底的撞击所造成，而非直接的战斗损伤。
尽管俾斯麦号在沉没当天受到了约719枚大口径炮弹的袭击，但卡梅隆的调查发现只有两处实例表明320毫米厚的主装甲带在舰体的可见部分被完全击穿。它们都位于右舷舰舯部。其中一处孔洞使320毫米装甲带向前移位，另一处的爆炸则导致装甲带的一个矩形部分脱落。相反，探险队认为，击中甲板的远程俯射几乎完全造成了直接导致舰只沉没的损害。后来的近距离炮击（包括副炮）“摧毁了舰艛和水线以上的舰体暴露部分，造成大量人员伤亡”，但对舰只的沉没贡献甚微。英军的炮术精准度“充其量只能算中等”，部分原因是“糟糕的”射击条件和俾斯麦号的左舷侧横倾，发射的中口径炮弹只有大约10%取得命中。
卡梅伦的报告指出，“炮火造成的破坏加上数枚鱼雷的打击，压垮并挫败了俾斯麦号，导致该舰由于无法控制的渐进洪水而开始下沉。德国船员采取凿沉措施，加速了它无可避免的灭亡”。这表明鱼雷可能加剧了该舰随后发生海底碰撞时造成的广泛损坏。基于某些特定的条件，鱼雷爆炸未能破坏防鱼雷舱壁，一些声称的命中可能是鱼雷因汹涌的海况而过早引爆。然而，其他被击中的部位被埋在泥浆中，或是由于舰只整体损伤的程度而无法辨认。总体而言，该报告对默恩斯关于自沉与沉没时间无关的说法提出了质疑。
尽管有时会有不同的观点，但这些专家普遍认同即便德国人没有率先凿沉俾斯麦号，它最终也会沉没。巴拉德估计俾斯麦号至少还能在英国军舰停火后漂浮一天，并有可能被皇家海军俘获，这一立场受到卢多维奇·肯尼迪（当时在鞑靼号驱逐舰上服役）的支持。肯尼迪指出，“它毫无疑问会最终沉没，但凿沉行动决定了时间的早晚”。卡梅隆探险队的报告也断言“俾斯麦号必然会在战斗结束数小时后由于持续不断的进水而沉没”。在默恩斯随后的著作《胡德号与俾斯麦号》中，他承认凿舰“可能加速了不可避免的事情，但也就几分钟而已”。巴拉德后来总结称，“在我看来，无论是谁送上最后一击，舰只都是由英国人致沉的”。

## 延伸阅读
- Ballard, R. (1990). The Discovery of the Bismarck. New York, NY. Warner Books Inc. ISBN 978-0-446-51386-9
- Ballard, Robert D. . National Geographic. Vol. 176 no. 5. November 1989: 622–637. ISSN 0027-9358. OCLC 643483454.

48°10′N 16°12′W / 48.167°N 16.200°W